# Планкалкюль
Планкалкюль (нем. Plankalkül — «запланированные вычисления» — первый в мире высокоуровневый язык программирования, созданный немецким инженером Конрадом Цузе в 1943—1945 году и впервые опубликованный в 1948 году. Прямой перевод названия как «запланированные вычисления» соответствует понятию «программирование».
Язык разрабатывался как основное средство для программирования компьютера Z4, однако был пригоден и для работы с другими похожими на него вычислительными машинами.

## История написания
Несмотря на то, что разработка способов программирования проектируемых им вычислительных машин велась изобретателем в военное время, после окончания Второй мировой войны он оказался лишён своей прежней материально-технической базы и, как следствие, возможности осуществления опытно-конструкторских работ, которые он вёл с 1936 года. С учётом того, что союзническая оккупационная администрация не позволяла проведения каких-либо несанкционированных исследований, Цузе перешёл к сугубо теоретическим, фундаментальным исследованиям. Одним из направлений этих исследований и стал язык программирования «Планкалкюль».

## Технические свойства и возможности
Планкалкюль поддерживал операции назначения, вызов подпрограмм, условные операторы, итерационные циклы, арифметику с плавающей запятой, массивы, иерархические структуры данных, утверждения, обработку исключений и многие другие вполне современные средства языков программирования.

## Сопроводительная документация
Цузе описал возможности языка Планкалкюль в отдельной брошюре. Там же он описал возможное применение языка для сортировки чисел и выполнения арифметических операций. Кроме того, Цузе составил 49 страниц программ на Планкалкюле для оценки шахматных позиций. Позже он писал, что ему было интересно проверить эффективность и универсальность Планкалкюля в отношении шахматных задач.

## Синтаксис
Оригинальная нотация была двумерной. Для первой реализации в 1990-х была разработана линейная нотация. Вот пример присваивания A[5] = A[4]+1
```
 | A + 1 => A
V| 4        5
S| 1.n      1.n
```

Здесь V — это строка для индексов, S — строка для задания типов данных, 1.n — обозначает целое число размером n бит.
Следующий пример показывает программу (в линейной записи), которая вычисляет максимум из трёх переменных вызовом функции max3:
```
P1 max3 (V0[:8.0],V1[:8.0],V2[:8.0]) → R0[:8.0]
max(V0[:8.0],V1[:8.0]) → Z1[:8.0]
max(Z1[:8.0],V2[:8.0]) → R0[:8.0]
END
P2 max (V0[:8.0],V1[:8.0]) → R0[:8.0]
V0[:8.0] → Z1[:8.0]
(Z1[:8.0] < V1[:8.0]) → V1[:8.0] → Z1[:8.0]
Z1[:8.0] → R0[:8.0]
END
```

## Обнародование
Работа в отрыве от других специалистов Европы и США привела к тому, что лишь незначительная часть исследований Цузе стала известной. Полностью его работа была издана лишь в 1972 году. Если бы язык «Планкалкюль» стал известен раньше, путь развития компьютерной техники и программирования мог измениться.

## Применение
Цузе не создал каких-либо программно-аппаратных средств под реализацию разработанного им языка. Первый компилятор языка «Планкалкюль» (для современных компьютеров) был создан в Свободном университете Берлина в 2000 году, через пять лет после смерти Цузе.